# Andrzej Przerębski
Andrzej Przerębski herbu Nowina – cześnik sieradzki w latach 1632–1654.
Był elektorem Władysława IV Wazy z województwa sieradzkiego w 1632 roku.